# Бой у мыса Маккаур
Бой у мыса Маккаур — морской бой между отрядом кораблей Северного флота ВМФ ВС СССР и кораблями Кригсмарине, состоявшийся 20 января 1943 года в Баренцевом море у мыса Маккаур в ходе Великой Отечественной войны.

## Ход боя
20 января 1943 года в 15 часов 36 минут отряд кораблей Северного флота в составе лидера эсминцев «Баку» и эсминца «Разумный» вышел из Кольского залива в район Сюльте-фьорда с целью перехвата немецкого конвоя, следовавшего из Тромсё (2 транспорта, 1 эсминец, 1 сторожевик, 1 тральщик). В 23:11 сигнальщики лидера заметили на расстоянии 75 кабельтовых неизвестные корабли. В 23:16 с «Баку» на «Разумный» был передан сигнал «Рцы» (торпедно-артиллерийская атака) и приказ лечь на курс 273°, что являлось пеленгом на цель. В 23:19 германский головной корабль передал на «Баку» световой сигнал «ПК», что являлось запросом опознавательных знаков, на который был дан ответ. В дальнейшем запросы с немецких кораблей повторились три раза. Опасаясь открытия огня германским отрядом, лидер и эсминец изменили курс и увеличили ход, тем самым прекратив сближение с врагом. К этому времени немцы смогли идентифицировать лидер как торпедный крейсер типа «Ленинград» и приготовились к открытию огня. В свою очередь, немецкие корабли были классифицированы как транспорты и корабли охранения.
В 23:22 лидер «Баку» дал торпедный залп из аппарата № 1 — аппарат № 2 вышел из строя. Выпущенные 4 торпеды прошли мимо цели, хотя на лидере посчитали, что торпеды попали в один из транспортов. В это же время по третьему из немецких кораблей (минный заградитель «Скагеррак») был открыт артиллерийский огонь. После четвёртого залпа было отмечено попадание в цель. После этого огонь был перенесён на другую цель, которой оказался тральщик М-303, но попаданий не было.
Эсминец «Разумный» открыл огонь по противнику с 10-секундным опозданием, поскольку находившийся на нём начальник штаба не понял намерений флагмана и боялся от него оторваться. Эсминец вёл огонь по «кораблю охранения», на самом деле — тральщику М-322. После седьмого залпа всплески от падающих снарядов перестали фиксироваться, артиллеристы вели огонь вслепую, видимо, не добившись попаданий.
Через 1 минуту 45 секунд после открытия огня, лидер «Баку» повернул на курс 62° якобы по причине отхода противника к берегу и временно прекратил огонь. При этом его командир посчитал, что по кораблю открыли огонь береговые батареи. За ним последовал «Разумный». Вскоре лидер возобновил обстрел немецких кораблей, добившись накрытия противолодочного корабля UJ-1104, в то время как огонь немецких кораблей точностью не отличался и был прекращён в 23:31. В свою очередь, лидер «Баку» прекратил огонь в 23:30, поставив перед этим дымовую завесу, а ещё раньше огонь прекратил «Разумный». Советский отряд вышел из боя и направился в свою базу. В 23:35 с мостика лидера наблюдали «горящий транспорт». Между 1:00 и 1:03 21 января 1943 года наблюдались два сильных взрыва в районе предполагаемого нахождения кораблей противника. В 7:30 отряд отшвартовался у причальной стенки.

## Итоги боя
По советским данным, торпедой был потоплен один из немецких транспортов и повреждён один из кораблей охранения. Позднее было указано название потопленного транспорта — «Танья», при этом второй транспорт якобы выбросился на берег. По немецким данным — ни один из кораблей немецкого отряда не получил повреждений, и в 19:26 пришёл в Киркенес.